# Izotretynoina
Izotretynoina (łac. isotretinoinum) – organiczny związek chemiczny, stereoizomer kwasu all-trans-retinowego (tretynoiny), stosowany w leczeniu różnych odmian trądziku. Należy do retynoidów. Może być uważana za pochodną witaminy A.

## Wskazania do stosowania doustnej izotretynoiny
Od końca lat 70. do połowy lat 80. XX wieku izotretynoinę stosowano wyłącznie w najcięższych postaciach trądziku, takich jak:
- trądzik skupiony (acne conglobata),
- trądzik torbielowaty, zwany też trądzikiem cystowym (acne cystica)[7].

Światowe doświadczenia z tą substancją umożliwiły rozszerzenie wskazań do jej stosowania. Obecnie wskazania do leczenia izotretynoiną w trądziku obejmują:
- Trądzik ropowiczy (łac. acne phlegmonosa) (cystowy, guzkowo-cystowy, skupiony).
- Średnio-bardzo nasilony trądzik, niepoddający się terapii antybiotykami.
- Średnio-bardzo nasilony trądzik z bardzo dużym łojotokiem, tendencją do bliznowacenia, częstymi nawrotami.
- Średnio nasilony trądzik, stanowiący dla pacjenta duże obciążenie psychiczne.

## Izotretynoina jako retinoid
Izotretynoina należy do kategorii pochodnych związków witaminy A, jest zatem retinoidem. W niewielkich ilościach wytwarzana jest endogennie z pobieranej z pokarmem witaminy A. Receptory dla retinoidów występują powszechnie w jądrach komórek ssaków, tworząc dimery pomiędzy sobą i z innymi receptorami jądrowymi (np. dla witaminy D). Działanie retinoidów jest w dużej części znane z badań nad witaminą A, jej znaczeniu w funkcjonowaniu nabłonków i procesach widzenia. Dalszy postęp w poznaniu tej – coraz większej – rodziny leków jest związany z antynowotworowymi i immunomodulującymi właściwościami pochodnych witaminy A.

## Działanie izotretynoiny
Izotretynoina hamuje aktywność gruczołów łojowych oraz zmniejsza ich wielkość, wpływając na zahamowanie namnażania Cutibacterium acnes. Normalizuje proces keratynizacji w wyniku hamowania proliferacji sebocytów i prawdopodobnie przywraca prawidłowy proces różnicowania komórek. Możliwe też, że zmniejsza aktywność telomerazy, co ułatwia śmierć komórek naskórka i ma działanie proapoptotyczne.
Izotretynoina wywiera także działanie przeciwzapalne. W zmiennym stopniu wchłania się z przewodu pokarmowego; pokarm zwiększa wchłanianie. Z białkami osocza wiąże się w ponad 99,9%. Osiąga w naskórku stężenia stanowiące około 50% stężenia w surowicy. Jest metabolizowana w wątrobie do czynnych metabolitów przy udziale enzymów cytochromu P-450 oraz wydalana z moczem i kałem. Okres półtrwania izotretinoiny w osoczu wynosi średnio 19 h, a jej metabolitu (4-oksoizotretynoina) – średnio 29 h.
Izotretynoina jest retinoidem występującym fizjologicznie. Po upływie dwóch tygodni po zakończeniu leczenia izotretynoiną uzyskuje się stężenie właściwe dla endogennych retinoidów.

## Objawy uboczne przyjmowania izotretynoiny[15]
Do działań niepożądanych najczęściej zgłaszanych podczas stosowania izotretynoiny należą: suchość błon śluzowych, np. warg, zapalenie warg, suchość błony śluzowej nosa, krwawienia z nosa, suchość oka, zapalenie spojówek, suchość skóry.
Większość działań niepożądanych zależy od dawki. Ustępują one po jej zmniejszeniu lub zaprzestaniu leczenia. Niektóre objawy mogą jednak utrzymywać się jeszcze po zakończeniu terapii.
Objawy występujące bardzo często – u ponad 10% pacjentów:
- suchość i swędzenie skóry
- zapalenie czerwieni warg
- zapalenie skóry
- miejscowe złuszczanie naskórka
- wysypka rumieniowa
- nadwrażliwość skóry (ryzyko urazu w wyniku tarcia)
- suchość oczu i podrażnienie oczu
- zapalenie spojówek i powiek
- bóle stawowo-mięśniowe
- ból pleców (szczególnie u pacjentów w wieku dojrzewania)
- zwiększenie aktywności aminotransferaz i stężenia trójglicerydów w surowicy krwi
- niedokrwistość, przyspieszone OB, nieprawidłowa liczba płytek (obniżona lub podwyższona).

Objawy występujące często – od 1% do 10% pacjentów:
- krwawienie z nosa, suchość błony śluzowej nosa, zapalenie jamy nosowo-gardłowej
- bóle głowy
- zwiększenie stężenia cholesterolu i glukozy we krwi
- zmniejszenie liczby białych krwinek (neutropenia)
- obecność krwinek i białka w moczu.

Objawy występujące rzadko – od 0,1% do 0,01% pacjentów:
- skórne reakcje alergiczne i reakcje anafilaktyczne
- depresja (pogłębienie objawów depresji), skłonność do agresji, lęk, zmiany nastroju
- łysienie.

Objawy występujące bardzo rzadko – rzadziej niż u 0,01% pacjentów:
- zaostrzenie trądziku
- trądzik piorunujący
- zakażenia skóry i błon śluzowych bakteriami Gram-dodatnimi
- skręcanie się włosów i nadmierne, nietypowe owłosienie
- kruchość i łamliwość paznokci
- zapalenie wału paznokciowego (zanokcica)
- nadmierne tworzenie się ziarniny, ziarniniak ropotwórczy
- przebarwienia skóry
- reakcje nadwrażliwości na światło
- zwiększona potliwość
- powiększenie węzłów chłonnych
- cukrzyca
- hiperurykemia (zwiększone stężenie kwasu moczowego w surowicy krwi)
- zaburzenia zachowania, zaburzenia psychotyczne
- myśli samobójcze i próby samobójcze
- łagodne nadciśnienie wewnątrzczaszkowe
- drgawki
- senność
- niewyraźne widzenie
- pogorszenie widzenia w ciemności
- ślepota barw (niedobór widzenia kolorów)
- światłowstręt
- nietolerancja soczewek kontaktowych, zapalenie rogówki
- upośledzenie słuchu
- zapalenie naczyń (np. ziarniniakowatość z zapaleniem naczyń, alergiczne zapalenie naczyń)
- skurcz oskrzeli (szczególnie u pacjentów z astmą), chrypka
- zapalenie okrężnicy, zapalenie jelita krętego
- krwotoki żołądkowo-jelitowe, biegunka krwotoczna
- choroba zapalna jelit
- zapalenie trzustki
- zapalenie wątroby
- zapalenie stawów, zwapnienie więzadeł i ścięgien, przedwczesne zrastanie nasad kości długich, wyrośla kostne (hiperostoza)
- zmniejszenie gęstości kości
- zapalenie ścięgien
- zapalenie kłębuszkowe nerek
- zwiększenie aktywności kinazy kreatynowej we krwi
- nudności
- złe samopoczucie.

Częstość nieznana:
- rumień wielopostaciowy
- zespół Stevensa-Johnsona
- toksyczno-rozpływna martwica naskórka
- potencjalna hepatotoksyczność.

### Teratogenność
Izotretynoina jest wysoce teratogenna – szkodliwa dla płodu ludzkiego, powoduje deformacje płodu. Ciąża jest bezwzględnym przeciwwskazaniem, należy ją wykluczyć co najmniej dwa razy ujemnym wynikiem testu ciążowego, a podczas leczenia i do miesiąca po jego zakończeniu należy zachować wstrzemięźliwość seksualną lub, w razie braku takiej możliwości, skuteczną antykoncepcję w przypadku pacjentek.
Natomiast u mężczyzn przyjmujących izotretynoinę nie występuje ryzyko narażenia kobiet w ciąży na kontakt z izotretynoiną znajdującą się w spermie i płynie nasiennym w taki sposób, aby mogła ona uszkodzić płód.
Bezwzględnie zakazane jest podczas leczenia izotretynoiną i w okresie jednego miesiąca po zakończeniu przyjmowania izotretynoiny oddawanie krwi. Istnieje bowiem ryzyko uszkodzenia płodów kobiet w ciąży, którym przetoczono by krew pacjentów leczonych izotretynoiną.

### Depresja psychiczna jatrogenna (polekowa)
Od lat 80. XX wieku dochodziło do przeprowadzania badań, zmierzających do ustalenia związku przyczynowo-skutkowego pomiędzy stosowaniem izotretynoiny a kliniczną depresją, stanami psychotycznymi i zachowaniami samobójczymi. W roku 2006 po raz pierwszy wykazano, że podanie tej substancji myszom wzmacnia i potęguje zachowania typowe dla zwierzęcego modelu depresji.
Mechanizm, który prowadzi do tego zjawiska, nie został dotychczas wyjaśniony. Jako możliwe przyczyny sugeruje się zmiany w regulacji ekspresji genów neuronalnych oraz zmiany w neurogenezie hipokampa.
Niedawne badania pokazały związek pomiędzy stosowaniem izotretynoiny a kliniczną depresją, stanami psychotycznymi i zachowaniami samobójczymi, jednak nie zostało to w nich udowodnione jednoznacznie.
Badania Douga Bremnera z użyciem PET sugerują średnio 21-procentowy spadek aktywności płata czołowego mózgu u osób uprzednio leczonych izotretynoiną, natomiast nie wynika z nich aby izotretynoina miała jakikolwiek wpływ na subiektywne odczucie depresji według skali Hamiltona.
Jedno z badań amerykańskich stwierdza, że zażywanie izotretynoiny nie powoduje statystycznie większego ryzyka zachowań (myśli i prób) samobójczych.

### Wywołanie objawów nieswoistych zapaleń jelit (IBD)
Szereg badań naukowych silnie sugeruje, że stosowanie izotretynoiny może być bezpośrednią przyczyną nieswoistych zapaleń jelit (NZJ, skrót angielski IBD): choroby Leśniowskiego-Crohna i colitis ulcerosa (istnieje doniesienie o ostrym rzucie colitis u młodego pacjenta, który uprzednio nie zdradzał oznak jakoby chorował na tę chorobę. Rzut ten był oporny na klasyczne leczenie farmakologiczne i konieczna była częściowa resekcja jelita grubego).
W Stanach Zjednoczonych odbyły się jak dotąd (maj 2011) trzy procesy sądowe, z których każdy zaowocował wielomilionowymi odszkodowaniami dla dotkniętych pacjentów, ponieważ koncern nie uprzedził ich o tym możliwym i potencjalnie tragicznym działaniu ubocznym.

### Nieodwracalność skutków ubocznych
Niektóre skutki uboczne wydają się nie ustępować po odstawieniu izotretynoiny: m.in. wypadanie włosów, artralgie (bóle stawów bez wyraźnej przyczyny), upośledzenie widzenia po ciemku (o zmierzchu i nocą), schorzenia kości i dysków kręgosłupa, suchość oczu, nieswoiste zapalenie jelit (NZJ).

## Historia
Pierwsze próby z lekiem miały miejsce w 1971 roku. Lek był produkowany przez firmę Hoffmann-La Roche pod nazwą Accutane do 2009 roku. Produkcja leku została zaprzestana głównie z powodu dużej ilości wersji generycznych leku i przypadków kolonoskopii wskutek skutków ubocznych terapii.
W Polsce preparatami doustnymi izotretynoiny są Roaccutane, Izotek, Aknenormin, Axotret, Curacne, Tretinex, Isoderm. W postaci żelu dostępne są środki Isotrex, Izotziaja oraz zawierający dodatkowo erytromycynę Isotrexin.